# Nice Basket Club
Le Nice Basket Club est un club de basket-ball français basé à Nice, aujourd'hui disparu.

## Histoire
Le club a appartenu pendant 8 saisons à l'élite du championnat de France (de 1974 à 1981 et de 1982 à 1983), pour un bilan de 90 victoires, 5 matchs nuls et 129 défaites en 224 matchs. Son meilleur classement en Nationale 1 est une 4e place lors de la saison 1976-1977. Le club a aussi participé à une coupe d'Europe (Coupe Korać) avec une présence au Top 16, avec une 2e place de son groupe, en 1977-1978.

## Palmarès
- Champion de France de Nationale 2 : 1974 et 1982

## Entraîneurs successifs
- Jacques Fiévé
- Marc Peirone
- Francis Agati
- Zbygniew Fielski

## Joueurs marquants du club
- - George Eddy
- Firmin Onissah
- Kenneth Gardner
- John Johnson
- Francis Agati
- Tony Koski
- George Trapp
- Johnny Gordolon
- Patrick Scudo
- Lionel Rigo
- James Sarno
- Julien Sebag
- Didier Peirone
- Jean-François Peirone
- Gilles Schneider
- Alain Chambenoit
- Pierre Leyrit
- André Leyder